# Alexsander Freitas
Alexsander Freitas (Rio de Janeiro, 10 novembre 1974) è un attore pornografico brasiliano di origine Italiana., attivo nel mondo della pornografia gay

## Biografia
Nato e cresciuto a Rio de Janeiro, nella zona di Capacabana Beach, per oltre due anni ha lavorato come personal trainer in tre palestre di Los Angeles e ha partecipato, e vinto, diverse competizioni di bodybuilding. Successivamente inizia a lavorare come modello, con l'intento di diventare un pornodivo.
Nel 2008 muove i primi passi nel settore, posando per servizi fotografici e partecipando a video da solista. Nel 2009 debutta nel suo primo film pornografico, Adrenaline, prodotto dai Mustang Studios, in cui si esibisce in una scena a tre accompagnato da Spencer Reed e Dominic Pacifico, scena per cui nel 2010 ottiene una candidatura al GayVN Award.
Nel corso degli anni lavora per importanti compagnie, come Raging Stallion Studios, Hot House e Lucas Entertainment, esibendosi esclusivamente come attivo dominante. Inoltre ha partecipato a numerosi video, distribuiti online da siti britannici come MenAtPlay e ButchDixon.

## Filmografia
- Fuck! (Lucas Entertainment) 2009
- Adrenaline (Mustang) 2010
- Brutal (Raging Stallion) 2010
- Diamond Auto (Raging Stallion) 2010
- Divine Bitches 9822 (kink.com) 2010
- Hard Friction 2 (Raging Stallion) 2010
- Hole Busters (Hothouse Entertainment) 2010
- I'm A Married Man 2 (Pure Play Media) 2010
- Major Asshole (Hothouse Entertainment) 2010
- Man Up (Falcon Studios) 2010
- Michael Lucas Auditions 36: Pounded' (Lucas Entertainment) 2010
- Muscle And Ink (Raging Stallion) 2010
- My Brother's Hot Friend 8 (Pure Play Media) 2010
- Sex Addict (Lucas Entertainment) 2010
- Steamworks (Raging Stallion) 2010
- Tales of the Arabian Nights (Raging Stallion) 2010
- Big Guns (Butch Dixon) 2011
- Bound In Public 14532 (kink.com) 2011
- Landon Mycles (Pure Play Media) 2011
- Legally Fucked (MEN.com) 2011
- Lucky Fuck (Lucas Entertainment) 2011
- Pack Attack 4: Parker Perry (Hothouse Entertainment) 2011
- Custodian's Fury (MEN.com) 2012
- Home Invasion (III) (manhandled.com) 2012
- Spencer Reed Anthology (Raging Stallion) 2012
- Active Duty (Millivres Prowler Ltd) 2013
- Alexsander Freitas, Kyler Moss (Gay Life Network) 2013
- Bang Me Sugar Daddy (Phoenixxx) 2013
- Best of Hard Friction (Raging Stallion) 2013
- Drill My Hole 7 (MEN.com) 2013
- I'm Your Boy Toy (Phoenixxx.com) 2013
- Muscle Milk (pridestudios.com) 2013
- Punch the Cock (Phoenixxx) 2013
- Tight (Raging Stallion) 2013
- Age 18 and Up (Phoenixxx.com) 2014
- Daddy's Boy (Phoenixxx) 2014
- Hairy Boyz 38 (Raging Stallion) 2014
- Hot Fucks 3 (Raging Stallion) 2014
- Hot Fucks 5 (Raging Stallion) 2014
- San Francisco Meat Packers 2 (Raging Stallion) 2014
- Tastes Like Chicken (Phoenixxx.com) 2014
- Labyrinth (Raging Stallion) 2015
- What Boys Are Made Of (Phoenixxx.com) 2015
- What I Go to School For (Gaylife Network) 2015
- Amazing Ass 13 (Hothouse Entertainment) 2016
- Tats and Cocks (Men 1st) 2016
- Blow Me, Boy (Phoenixxx.com) 2017
- Sloppy Little Cocksuckers (Phoenixxx) 2018
- Suck That Daddy Dick (Phoenixxx) 2018
- Intimate Courses (Orrange Media Group) 2019

## Premi

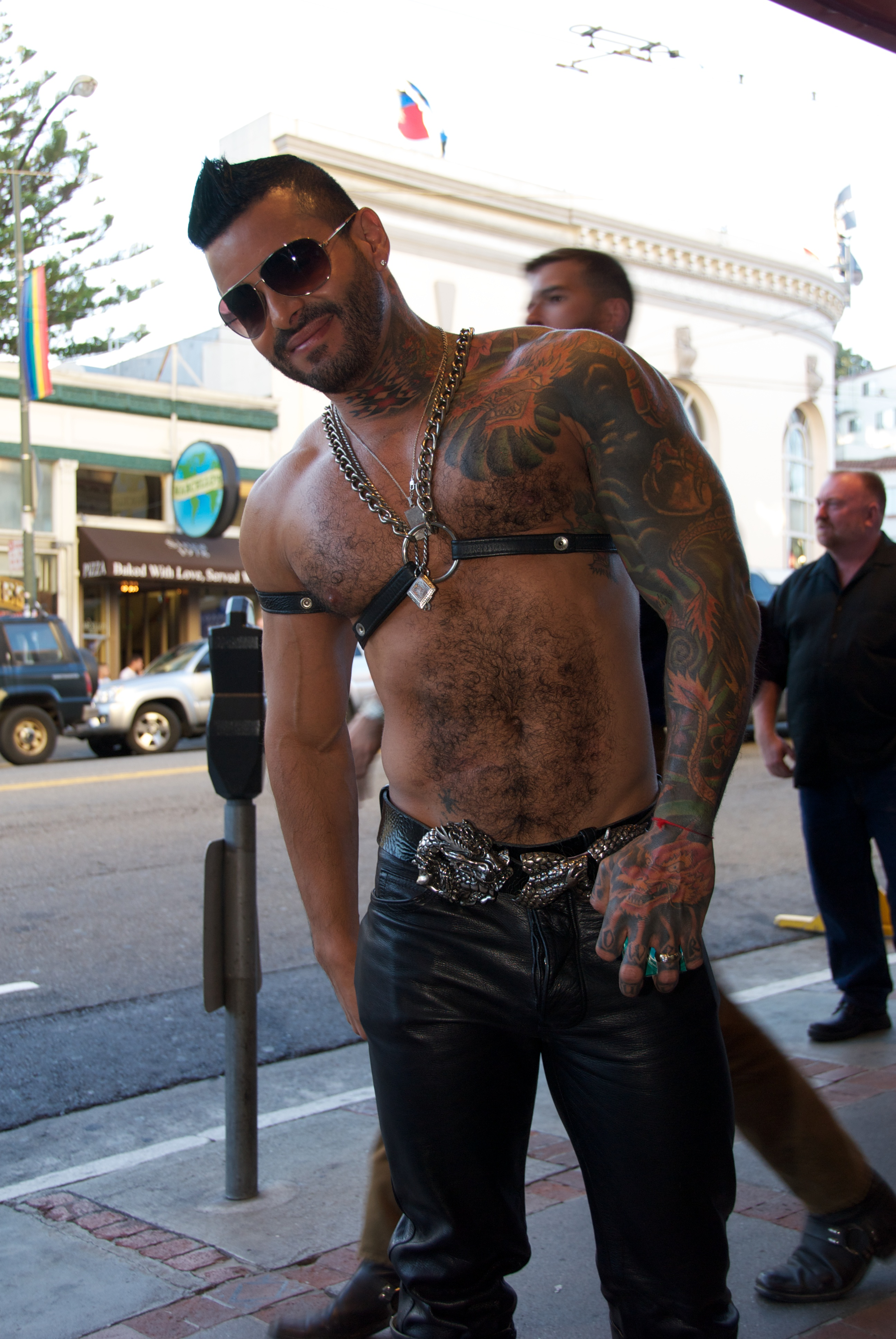
Alexsander Freitas ai GayVN Awards 2010.

### Vinti
- Trendy Awards 2010 - Best Newcomer[4]
- TLA Awards 2010 - Best 'N Biggest Badass[5]
- Hard Choice Awards 2011 - Best Sex for 3 or More[5]
- Grabby Awards 2011 - Best 3-Way (con Spencer Reed & Dominic Pacifico)[6]
- Trendy Awards 2011 - Performer of the Year[7]
- Trendy Awards 2011 - Best Sex Scene (con Draven Torres in Brutal)[8]
- Trendy Awards 2011 - Trendiest Porn Star Blog[8]

### Candidature
- GayVN Awards 2010 - Best Duo Sex (con Derrek Diamond)[5]
- GayVN Awards 2010 - Best Group Sex (con Spencer Reed & Dominic Pacifico)[5]
- TLA Awards 2011 - Favorite Newcomer[5]
- Hard Choice Awards 2011 - The Year's Best Sex[5]